# مارتن آدامز
مارتن آدامز (بالإنجليزية: Martin Adams)‏ هو لاعب دارت بريطاني، ولد في 4 يونيو 1956 في ساتون، لندن في المملكة المتحدة.

## وصلات خارجية
- الموقع الرسمي
- مارتن آدامز على موقع DartsDatabase.co.uk (الإنجليزية)